# Condado de Guysborough
O Condado de Guysborough é um dos 18 condados da província canadense de Nova Escócia. A população, de acordo com com o censo canadense, é de 8.143 habitantes e o condado cobre uma área de 4.044,22 km2.